# USS McCalla (DD-488)
USS McCalla (DD-488) là một tàu khu trục lớp Gleaves được Hải quân Hoa Kỳ chế tạo trong Chiến tranh Thế giới thứ hai. Nó đã tham gia suốt Thế Chiến II, sống sót qua cuộc xung đột, ngừng hoạt động năm 1949 để được chuyển cho Thổ Nhĩ Kỳ; nó tiếp tục phục vụ như là chiếc TCG Giresun (D 345) cho đến năm 1973. Nó là chiếc tàu chiến thứ hai của Hải quân Hoa Kỳ được đặt theo tên Chuẩn đô đốc Bowman H. McCalla (1844-1910), người tham gia cuộc Chiến tranh Tây Ban Nha-Hoa Kỳ và dập tắt vụ Nổi dậy Nghĩa Hòa Đoàn tại Trung Quốc.

## Thiết kế và chế tạo
McCalla được chế tạo tại xưởng tàu của hãng Federal Shipbuilding and Drydock Company ở Kearny, New Jersey. Nó được đặt lườn vào ngày 15 tháng 9 năm 1941; được hạ thủy vào ngày 20 tháng 3 năm 1942, và được đỡ đầu bởi bà Arthur MacArthur III, con gái đô đốc McCalla. Con tàu được cho nhập biên chế cùng Hải quân Hoa Kỳ vào ngày 27 tháng 5 năm 1942 dưới quyền chỉ huy của Thiếu tá Hải quân W. G. Cooper.

## Lịch sử hoạt động

### 1942
Đang khi chạy thử máy, McCalla nhận nhiệm vụ đầu tiên hộ tống một đoàn tàu vận tải đi từ Cape May, New Jersey đến New York vào ngày 19 tháng 7 năm 1942. Đến ngày 3 tháng 8, nó trình diện tại Norfolk, Virginia cho một giai đoạn ngắn tuần tra chống tàu ngầm dọc theo bờ biển Đại Tây Dương. Hai tuần sau, nó hộ tống một tàu chở dầu đi Aruba, rồi tiếp tục hành trình đi sang khu vực Mặt trận Thái Bình Dương, trình diện cùng Tư lệnh Khu vực Nam Thái Bình Dương tại Nouméa vào ngày 28 tháng 9, tham gia Chiến dịch quần đảo Solomon.
Vào ngày 7 tháng 10, gia nhập lực lượng tàu tuần dương trực thuộc Lực lượng Đặc nhiệm 64 dưới quyền Chuẩn đô đốc Norman Scott, làm nhiệm vụ bảo vệ các tàu vận tải chuyển hàng tiếp liệu và binh lính tăng viện cho lực lượng Thủy quân Lục chiến trú đóng tại Guadalcanal. Được mệnh lệnh truy tìm tàu bè và xuồng đổ bộ đối phương, đơn vị tuần tra chủ yếu tại khu vực phía Bắc hòn đảo. Trong các đêm 11 và 13 tháng 10, họ đụng độ với lực lượng Nhật Bản dưới quyền Chuẩn đô đốc Aritomo Gotō ngoài khơi mũi Esperance đang vận chuyển lực lượng tăng viện đến Guadalcanal. Trong Trận chiến mũi Esperance diễn ra sau đó, thiệt hại về phía Nhật Bản cao hơn, khi đô đốc Gotō tử trận, tàu tuần dương hạng nặng Furutaka và tàu khu trục Fubuki bị đánh chìm, và tàu tuần dương hạng nặng Aoba bị buộc phải quay trở về Nhật Bản để sửa chữa. Khi đối phương tìm cách cứu những người sống sót vào ngày hôm sau, các tàu khu trục Murakumo và Natsugumo bị máy bay Thủy quân Lục chiến cất cánh từ sân bay Henderson đánh chìm. Lực lượng của đô đốc Scott bị mất tàu khu trục Duncan (DD-485), trong khi những hư hại của tàu tuần dương hạng nhẹ Boise (CL-47) buộc nó phải quay trở về xưởng tàu để sửa chữa. McCalla đã vớt được 195 người sống sót trong tổng số 239 thủy thủ đoàn của Duncan, và bắt giữ ba tù binh Nhật.
Khi Chiến dịch Guadalcanal tiếp diễn, các hoạt động chống tàu bè của McCalla được tiếp nối. Vào ngày 2 tháng 11, nó tấn công bằng mìn sâu một khu vực bắt được tín hiệu sonar tàu ngầm đối phương; và đến ngày 25 tháng 11, nó đang di chuyển ngoài khơi Tassafaronga Point khi một số xuồng đổ bộ đối phương được báo cáo đang cơ động dọc theo bờ biển, chiếc tàu khu trục đã đánh chìm 40 chiếc trong số đó.

### 1943
Trong nửa đầu năm 1943, McCalla di chuyển dọc theo khu vực Fiji, New Hebrides và quần đảo Solomon làm nhiệm vụ canh phòng máy bay, hộ tống và tuần tra chống tàu ngầm. Vào cuối tháng 6, khi Trận New Georgia mở màn, nó khởi hành từ Efate vào ngày 26 tháng 6 hộ tống các tàu chở quân đi đến đảo Rendova. Sau cuộc đổ bộ vào ngày 30 tháng 6, lực lượng bị máy bay Nhật Bản tấn công. Trong đợt thứ nhất khi chiếc McCawley (APA-4) bị đắm do trúng ngư lôi từ những máy bay ném bom-ngư lôi, hỏa lực phòng không của McCalla đã bắn rơi một chiếc và có thể đã bắn trúng hai chiếc khác; và đến đợt tấn công thứ hai bởi những máy bay ném bom bổ nhào, nó bắn rơi một chiếc và trợ giúp bắn rơi một chiếc thứ hai. Sau đó nó cứu vớt 98 người sống sót của chiếc McCawley.
Vào ngày 5 tháng 7, McCalla quay trở lại khu vực New Georgia bảo vệ cho cuộc đổ bộ của lực lượng Biệt kích Thủy quân Lục chiến lên Rice Anchorage. Vào ngày 9 tháng 7, nó tham gia bắn phá sân bay Munda rồi quay trở lại hoạt động hộ tống và tuần tra chống tàu ngầm. Vào cuối tháng 9, nó mắc tai nạn va chạm với tàu khu trục Patterson (DD-392), bị hư hại nặng mũi tàu. Việc sửa chữa tạm thời được thực hiện tại vịnh Purvis, đảo Florida trước khi nó lên đường quay trở về Xưởng hải quân Mare Island. Trên đường đi, nó cứu vớt người sống sót từ chiếc tàu chở quân SS Cape San Juan bị đắm do trúng ngư lôi.

### 1944 – 1946
Sẵn sàng hoạt động trở lại vào ngày 8 tháng 1 năm 1944, McCalla lên đường đi sang khu vực Nam Thái Bình Dương; và một tháng sau đã có mặt tại Majuro tiếp nối các hoạt động tuần tra chống tàu ngầm và hộ tống tại khu vực quần đảo Marshall. Vào ngày 24 tháng 4, nó quay trở về Trân Châu Cảng để thực hành cùng một đội đặc nhiệm tàu sân bay; và khi quay trở lại Majuro vào ngày 30 tháng 5 đã được phối thuộc cùng Lực lượng Đặc nhiệm 58. Cho đến cuối tháng 10, nó hoạt động trong thành phần hộ tống các tàu sân bay nhanh, tham gia các cuộc không kích tại Mariana, Bonin, Palaus, Philippines, Đài Loan và Okinawa.
McCalla quay trở lại nhiệm vụ hộ tống vào ngày 24 tháng 10, và trong bốn tháng tiếp theo sau đã hộ tống các đoàn tàu vận tải đi lại giữa Ulithi, Eniwetok, Pelelieu, Manus và Leyte. Tại Leyte vào giữa tháng 2 năm 1945, nó làm nhiệm vụ hộ tống đi lại giữa các đảo trong khu vực Philippines, mở rộng phạm vi hoạt động sang Đông Ấn thuộc Hà Lan vào tháng 6. Đến đầu tháng 7, nó nhận nhiệm vụ sau cùng trong cuộc chiến tranh: càn quét tại khu vực Tây quần đảo Caroline. Vào ngày 22 tháng 7, nó lên đường quay trở về Portland, Oregon, đến nơi vào ngày 9 tháng 8, và được đại tu để chuẩn bị ngừng hoạt động. Vào cuối tháng 1 năm 1946, nó lên đường đi sang Charleston, South Carolina, nơi nó được cho xuất biên chế vào ngày 17 tháng 5 năm 1946 và gia nhập Hạm đội Dự bị Đại Tây Dương.

### TCGGiresun(D 345)
Được cho nhập biên chế trở lại vào ngày 11 tháng 12 năm 1948, McCalla được chuẩn bị để chuyển giao cho Hải quân Thổ Nhĩ Kỳ. Nó thực hiện nhiều chuyến đi ngắn dọc bờ biển Đại Tây Dương cùng một thủy thủ đoàn hạt nhân người Thổ Nhĩ Kỳ trên tàu cho mục đích huấn luyện. Đến mùa Xuân năm 1949, nó đi sang Thổ Nhĩ Kỳ, xuất biên chế tại đây vào ngày 29 tháng 4 năm 1949, chuyển giao và nhập biên chế vào Hải quân Thổ Nhĩ Kỳ cùng ngày hôm đó dưới tên gọi TCG Giresun (D 345). Giresun ngừng hoạt động và bị tháo dỡ vào năm 1973.

## Phần thưởng
McCalla được tặng thưởng mười Ngôi sao Chiến trận do thành tích phục vụ trong Thế Chiến II.